# Mountain Meadow Preserve
Mountain Meadow Preserve ist der Name eines 180 Acres (0,7 km²) großen Naturschutzgebiets auf den Stadtgebieten von Williamstown und Pownal in den Bundesstaaten Massachusetts und Vermont der Vereinigten Staaten. Es wird von der Organisation The Trustees of Reservations verwaltet.

## Geschichte
Es wird angenommen, dass bereits die Indianer die dort befindlichen heißen Quellen nutzten, um in ihrer Umgebung zu siedeln. Aufgrund seiner abgeschiedenen Lage und des Siebenjährigen Kriegs in Nordamerika (1754 bis 1763) drangen die europäischen Kolonisten erst relativ spät – gegen Ende des 18. Jahrhunderts – bis dorthin vor.
Während die tiefer gelegenen Berghänge als Ackerbau- und Weideflächen genutzt wurden, dienten die höheren Bereiche zur Holzgewinnung. In der Mitte des 19. Jahrhunderts wurde dort zudem eine Kiesgrube betrieben.
Die Botanikerin Grace Greylock Niles, die den vom Schutzgebiet aus sichtbaren Mount Greylock als Vorbild für ihren mittleren Namen wählte, lebte viele Jahre in dieser Gegend. In ihrem Buch Bog Trotting for Orchids beschreibt sie die einzigartige Pflanzenwelt des Hoosac Valley.
Das Schutzgebiet wurde 1998 eingerichtet und im Jahr 2000 um weitere Grundstücke erweitert.

## Schutzgebiet
Etwa 4 mi (6,4 km) Wanderwege führen durch Weideflächen und Waldgebiete und erlauben eine gute Sicht auf die umgebenden Berkshire Mountains. Das Schutzgebiet bietet einen reichhaltigen Lebensraum für Bären, Kojoten, Luchse, Füchse und Hirsche, aber auch für Vielzahl von Amphibien, Reptilien und kleineren Säugetieren. Auf den offenen Flächen gedeihen Astern, Prärie-Gräser, Goldruten sowie Fransenenziane, welche die Lebensgrundlage für Monarchfalter und Hüttensänger bilden.
Trotz seiner vergleichsweise geringen Fläche erstreckt sich das Schutzgebiet von einer Ausgangshöhe von 690 ft (210,3 m) bei Williamstown bis auf mehr als 1.100 ft (335,3 m) in Vermont.